# Синт Янс - Моленбек
Синт Янс-Моленбек (на нидерландски: Sint-Jans-Molenbeek; на френски: Molenbeek-Saint-Jean) е селище в Централна Белгия, една от 19-те общини на Столичен регион Брюксел. Населението му е около 79 900 души (2006).
Мнозинството от жителите на Синт Янс-Моленбек са мюсюлмани, произлизащи главно от Северна Африка.